# Особа: Пробудження
Особа: Пробудження (Species — The Awakening) — американський науково-фантастичний фільм 2007 року. Автори сценарію — Денніс Фельдман і Бен Ріалі.

## Про фільм
Коли особа жіночої статі досягає кінця свого життя, учений мчить до Мексики. Його мета — щоб врятувати інопланетянку-спокусницю, яку він виховував як свою слухняну племінницю. 
Але незабаром в ній пробуджується смертоносний хижак.

## Знімались
| Актор            | Роль                         |
| ---------------- | ---------------------------- |
| Еді Арельяно     | Кальдерон                    |
| Марко Бакуззі    | Рінальдо                     |
| Бен Кросс        | Том                          |
| Роджер Кадні     | Леланд                       |
| Марлен Фавела    | Азура                        |
| Меган Фей        | Селеста                      |
| Крістіан Феррер  | мексиканський хлопець        |
| Алехандра Голлас | медсестра                    |
| Елеазар Гомес    | другий мексиканський хлопець |
| Домінік Кітінг   | Форбес                       |